# Daniel Inouye
Daniel Ken Inouye (7. september 1924 i Honolulu - 17. december 2012) var en amerikansk politiker. Han var senator og repræsenterede Hawaii og Det demokratiske parti. Han blev valgt ind i Senatet i 1963, efter at have repræsenteret Hawaii i fire år i Repræsentanternes hus, siden Hawaii blev en delstat i 1959. Inouye var President pro tempore i USAs senat.
Inouye modtog Medal of Honor for sin indsats sin under 2. Verdenskrig.